# The Voidz
The Voidz (tidigare kända som Julian Casablancas + The Voidz) är ett amerikanskt band med experimentell rock som huvudsaklig genre. Bandet består av vokalisten Julian Casablancas från The Strokes, gitarristen Jeremy "Beardo" Gritter, gitarristen Amir Yaghmai, basisten Jacob "Jake" Bercovici, trummisen Alex Carapetis och pianisten Jeff Kite.
Bandets första album Tyranny från 2014 hamnade på 50:e plats på NME:s lista över årets 50 bästa album.

## Medlemmar
Nuvarande medlemmar
- Julian Casablancas – sång, vocoder, sampler, gitarr (2013– )
- Jeramy "Beardo" Gritter – gitarr, keyboard (2013– )
- Amir Yaghmai – gitarr, keyboard (2013– )
- Jacob "Jake" Bercovici – basgitarr, synthesizer (2013– )
- Alex Carapetis – trummor, percussion, basgitarr (2013–present)
- Jeff Kite – keyboard (2013– )

## Diskografi
Studioalbum
- 2014 – Tyranny
- 2018 – Virtue
- 2024 – Like All Before You

Singlar
- 2014 – "Human Sadness"
- 2014 – "Where No Eagles Fly"
- 2018 – "Leave It in My Dreams"
- 2018 – "QYURRYUS"
- 2018 – "Pointlessness"
- 2018 – "All Wordz Are Made Up"
- 2018 – "ALieNNatioN"
- 2018 – "Pyramid of Bones"
- 2018 – "Coul as a Ghoul"
- 2019 – "The Eternal Tao"